# Albertine Necker de Saussure
Albertine Adrienne Necker de Saussure (ur. 9 kwietnia 1766, w Genewie, zm. 20 kwietnia 1841, w Monnetier-Mornex koło Genewy) – szwajcarska pisarka, publicystka i tłumaczka.

## Życiorys
Była córką wybitnego genewskiego uczonego – naturalisty, Horacego-Benedykta de Saussure, siostrą znanego fitochemika i botanika, Mikołaja-Teodora de Saussure oraz żoną botanika Jacques’a Neckera – bratanka Jacques’a Neckera, słynnego ministra Ludwika XVI.
Świetnie wykształcona dzięki staraniom swego ojca, na skutek przedwczesnej głuchoty wycofała się z życia towarzyskiego i poświęciła wychowaniu dzieci i dalszym studiom. Interesowała ją zwłaszcza pedagogika i edukacja. Jej główne dzieło pt. L’Éducation Progressive ou Étude du Cours de la Vie (1828 r.), które zostało nagrodzone przez Akademię Francuską, wywarło znaczący wpływ na tworzące się w tym czasie teorie pedagogiczne, w tym na rozwój edukacji kobiet. Napisała również biografię kuzynki swego męża, a jednocześnie swej bliskiej przyjaciółki, słynnej Pani de Staël, zamieszczoną w miejsce wstępu do pierwszego wydania swoich prac (1820 r.).